# 联合国电台
联合国电台（阿拉伯語：‎）是联合国成立的的广播电台。从纽约聯合國總部和世界其它的地方报导联合国的活动。

## 内容
和平与安全、发展、和人权相关的问题。所以解决争端、消除贫困、选举、健康、教育以及人权是优先报导的内容。

## 语言
- 英语
- 法语
- 漢語
- 葡萄牙语
- 俄语
- 西班牙语
- 阿拉伯语
- 斯瓦希里语 （页面存档备份，存于）
- 孟加拉语 （页面存档备份，存于）

## 华语广播时间及频率
| 开始時間 | 频率                                                     |
| 08:15    | 702kHz，107.1MHz                                         |
| 18:15    | 702kHz，7360kHz，15250kHz，15340kHz，17785kHz， 107.1MHz |
| 21:15    | 9440kHz，15260kHz，15340kHz，17785kHz                    |

※时区：UTC+8